# Snöripa

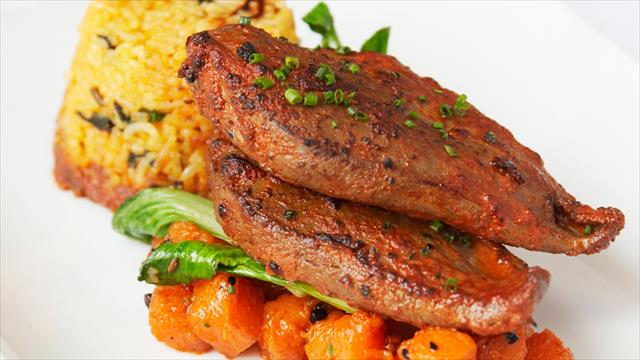
Stekt snöripa

Snöripa är ett namn som används i maträtter som tillagats av fågelarten dalripa eller fjällripa. Rätter på snöripa räknas som exklusiva, och har bland annat serverats på Nobelbanketten.
I en klassisk tecknad serie av O.A. berättar en man för sin vän vilka rätter som serverats på ett kalas som vännen missat. Allt eftersom läckerheterna räknas upp blir vännen allt mer upprörd. Han utbrister slutligen: "Säger du snöripa så slår ja ihjäl dej!".

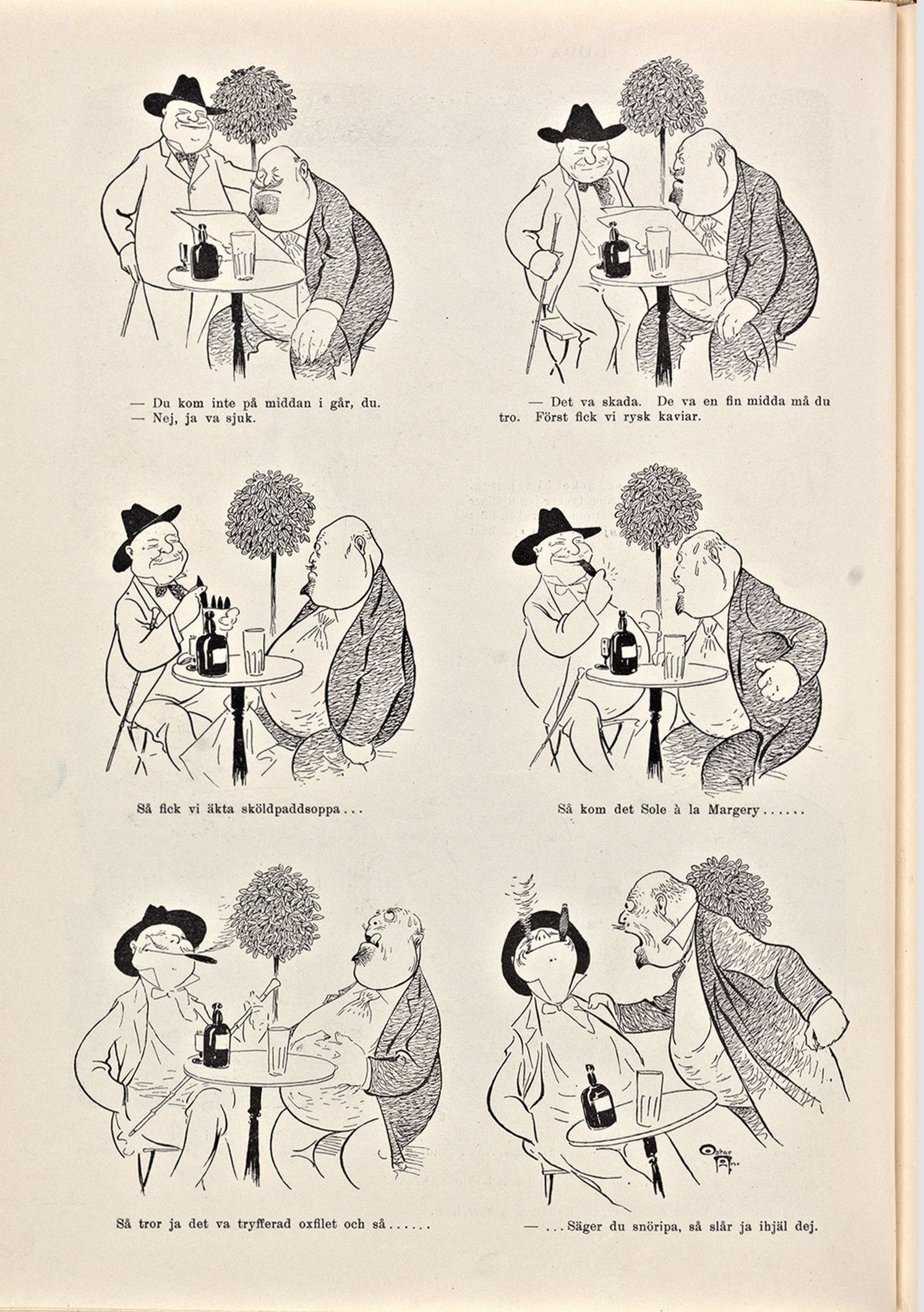
Säjer du snöripa, så slår ja ihjäl dej, 1898.